# Mayu Ishikawa
Mayu Ishikawa (jap. 石川 真佑); ur. 14 maja 2000 w Okazaki, Prefektura Aichi) – japońska siatkarka, grająca na pozycji przyjmującej.
Jej starszy brat Yūki, również jest siatkarzem.

## Sukcesy klubowe
Puchar Kurowashiki:
- 2019

Liga japońska:
- 2019, 2021, 2023[5]

Puchar CEV:
- 2025[6]

## Sukcesy reprezentacyjne
Mistrzostwa Azji Kadetek:
- 2017

Mistrzostwa Świata Juniorek:
- 2019[7]

Mistrzostwa Azji:
- 2019[8]

Liga Narodów:
- 2024[9]

## Nagrody indywidualne
- 2019: MVP i najlepsza przyjmująca Mistrzostw Świata Juniorek[10]
- 2019: MVP i najlepsza przyjmująca Mistrzostw Azji[11]